# Camatagua (Venezuela)
Pour les articles homonymes, voir Camatagua.
Camatagua est une ville de l'État d'Aragua au Venezuela, capitale de la paroisse civile de Camatagua et chef-lieu de la municipalité de Camatagua dans. En 2001, la population s'élève à 5 445 habitants.

## Géographie

### Situation
La localité est située à 101 kilomètres de la capitale du pays, Caracas.

## Sources
- (es) Cet article est partiellement ou en totalité issu de l’article de Wikipédia en espagnol intitulé « Camatagua » (voir la liste des auteurs).